# Konrad Braun
Konrad Braun (* um 1495 in Kirchheim am Neckar; † 20. Juni 1563 in München), latinisierte Namensform: Conradus Brunus, Doktor des kirchlichen und weltlichen Rechts (utriusque iuris doctor), war ein Kanonist und katholischer Theologe. Als Rechtsprofessor in Tübingen, fürstbischöflicher Kanzler in Würzburg, Vizekanzler des Mainzer Erzbischofs, Kanzler für die bayerischen Herzöge Ludwig X. und Wilhelm IV. sowie als Kanzler in den Diensten des Kardinals und Augsburger Bischofs Otto Truchseß von Waldburg gehörte er zu den profiliertesten katholischen Juristen und Theologen seiner Zeit. Zeitweise wirkte er auch als Beisitzer und Leiter der Kanzlei am Reichskammergericht. Er hinterließ zahlreiche kontroverstheologische Schriften und bekämpfte den Augsburger Religionsfrieden von 1555. Er war an der Revision der Reichskammergerichtsordnung beteiligt.

## Leben
Konrad Braun entstammte einer Handwerker- und Theologenfamilie in Kirchheim am Neckar. Als ca. 15-Jähriger begann er 1510 sein Studium an der Artistenfakultät der Universität Tübingen und wandte sich nach der am 24. Juni 1513 erfolgten Promotion zum magister artium dem Jurastudium zu, ob daneben zeitweise auch dem Theologiestudium ist nicht belegt. Bei seiner Wahl zum Kollegiaten an der Artistenfakultät auf ein Jahr am 12. September 1521 wird er zwar noch als Magister betitelt, bei seiner ersten Anstellung als Professor für die Institutionen des römischen Rechts am 20. August 1522 wird er aber bereits als Inhaber des Doktorgrades im kirchlichen und weltlichen Recht (utriusque iuris doctor) bezeichnet. Er musste sich dabei in ungewöhnlicher Weise verpflichten, älteren Professoren mit Achtung zu begegnen und sie nicht durch Wort oder Tat zu kränken. Wiederholt wurde sein Lehrauftrag verlängert und war im Wintersemester  1523/24 Rektor, bis er es vorzog, nach dem Ende des Wintersemesters 1525/1526 eine kirchenpolitische Karriere einzuschlagen.
Am 27. Mai 1526 übernahm Braun eine Ratsstellung beim Würzburger Bischof Konrad von Thüngen. Hier nahm er am täglichen Hofrat teil, der auch mit dem tagespolitischen Geschehen befasst war. Dank seiner kirchenrechtlichen Kenntnisse trug er wesentlich zur Stärkung der bischöflichen Jurisdiktionsgewalt bei, indem er die Institution der Kirchenvisitation als gegenreformatorisches Instrument des Kirchenregiments einsetzte. Er gewann in besonderem Maße das Vertrauen des Bischofs, sodass dieser ihn 1528 bis 1532 als Bundesrat zum Schwäbischen Bund entsandte. Vertiefte Einblicke in die religionspolitischen Zusammenhänge im Reich erhielt er außerdem durch seine Mitwirkung auf den Reichstagen von 1528 bis 1530 und 1532 teilweise in Begleitung, teilweise in Vertretung des Bischofs.
Am 12. März 1533 wechselte er auf Vorschlag der fränkischen Bischöfe als Beisitzer an das Reichskammergericht, übernahm aber am 17. Mai 1535 in Würzburg nach dem Tod von Marsilius Prenninger dessen Kanzleramt. Bereits seit 10. Juni 1536 ist Braun wieder unter den Beisitzern am Reichskammergericht zu finden, jetzt aber für die Geistlichen des Oberrheinischen Kreises. Da diese Beisitzerstelle eigentlich für einen Adligen bestimmt war, erreichte er beim Kaiser am 13. November 1536 die Aufnahme in den niederen Adelsstand.
Am 8. Juni 1537 erhielt Braun das Amt des Kammergerichtsbeisitzers für den Mainzer Erzbischof, der ihn auch als Vizekanzler und Rat in seine Dienste nahm und ihm dank des guten Rufs Brauns als Gegner der Protestanten im Frühjahr 1540 die Leitung der Kammergerichtskanzlei übertrug. Die Entfaltungsmöglichkeiten, die Braun sich in der Religionspolitik hier erhoffte, blieben jedoch beschränkt. Vor allem gingen ihm die Zugeständnisse an die Protestanten zu weit, und er musste nun auch um seine Sicherheit fürchten.
So trat er im Frühjahr 1542 in die Dienste des bayerischen Herzogs Ludwig X. bis zu dessen Tod, danach 1545 bis 1550 als Kanzler in die Dienste des Herzogs Wilhelm IV. von Bayern. Da er in dieser Zeit im Dienst eines weltlichen Fürsten stand, war es ihm nicht vergönnt, am 1545 begonnenen Trienter Konzil teilzunehmen. Er bemühte sich daher 1546 um indirekte Einflussnahme durch den Entwurf eines Katechismus in deutscher Sprache, der jedoch nicht vollendet wurde. Durch umfangreiche wissenschaftliche Werke zur Kirchenreform versuchte er danach, in Zusammenarbeit mit dem als Herausgeber erfahrenen Theologen Johannes Dobneck alias Cochläus eine breitere gelehrte Öffentlichkeit zu erreichen. Nach Auszügen aus seinen Werken zur Prüfung der Nachfrage erschienen 1548 und 1550 bei Franz Behem in Mainz die vier bekanntesten Druckwerke Brauns: De legationibus (Über Gesandtschaften – eine frühe Studie über internationale Politik und Diplomatie), De caeremoniis (Über Zeremonien – eine liturgiewissenschaftliche Abhandlung), De imaginibus (Über Bilder – eine Darstellung zu Ikonographie und Symbolik in der katholischen Kirche) und De seditionibus (Über Aufstände – Ausführungen über Widerstandsrecht auf der einen, Recht auf Niederschlagung von Widerstand auf der anderen Seite). Eine weitere wissenschaftliche Abhandlung De haereticis et schismaticis (Über Häresie und Schisma – Darstellung der kirchenrechtlichen Maßnahmen gegen die Reformation und Kirchenspaltung) blieb unausgeführt. Außerdem war er 1547 an der 1548 beschlossenen Revision der Reichskammergerichtsordnung beteiligt.
Als 1550 auch Herzog Wilhelm IV. verstarb, endete im Folgejahr die bayerische Kanzlertätigkeit Brauns. Doch nun wurde die Kanzlerschaft 1554 bis 1559 im Dienste des Kardinals und Augsburger Bischofs Otto Truchsess von Waldburg zum Höhepunkt seiner religionspolitischen Karriere. Er nahm als Gesandter eines bedeutenden geistlichen Reichsstands an den Verhandlungen der Reichstage von 1555, 1556/1557 und 1559 teil und vertrat in dieser Zeit auch seinen Landesherrn auf den Tagungen des Schwäbischen Kreises. Im Auftrag des Kardinals, aber auch aus eigener Überzeugung, bekämpfte er den Augsburger Religionsfrieden von 1555 als Widerspruch zur päpstlichen Autorität und Verstoß gegen das kanonische Recht. Auch war er an den Verhandlungen um eine Landfriedens-Exekutionsordnung beteiligt.
In seinem ersten Kanzlerjahr 1554 ließ er seine deutsche Übersetzung der mystischen Schrift De imitatione Christi von Thomas a Kempis drucken. Sie hatte nachhaltigen Erfolg durch viele Neuauflagen. 1557 erhielt er je eine Domherrenstelle in Augsburg und in Regensburg. Die neugegründete Universität Dillingen wollte er 1557 mit der Stiftung eines Stipendiums für drei Studenten unterstützen, übergab dieses dann aber der Universität Freiburg im Breisgau nach Streitigkeiten mit dem Augsburger Domkapitel. Ein Augenleiden zwang Braun 1559 zur Aufgabe des Augsburger Kanzleramts. Er blieb aber weiterhin Berater des Kardinals Otto Truchsess von Waldburgs, der sich seit dem gleichen Jahr bis zunächst 1563 in Rom aufhielt, und wurde im Frühjahr 1563 zu einer in Innsbruck tagenden Theologenkommission Kaiser Ferdinands I. berufen. Auf dem Rückweg von Innsbruck starb er am 20. Juni 1563 in München und fand seine letzte Ruhestätte in der Augsburger Domkirche. Nach der Inschrift seiner Grabplatte im Dom wurde er 68 Jahre alt, sodass damit auch sein Geburtsjahr belegt ist.
Ein Nachlass ist nicht bekannt. Überliefert ist jedoch eine umfangreiche Bibliothek mit über 600 Bänden allgemeinbildender, wissenschaftlicher und theologischer Literatur, die in Dillingen an der Donau (Studienbibliothek) und Salzburg (Benediktinerstift St. Peter) überliefert ist.